# 2013 UK15
2013 UK15 est un objet de la ceinture de Kuiper considéré comme twotino.

## Caractéristiques
2013 UK15 mesure environ 220 kilomètres de diamètre.